# Honeoye (jezioro)
Jezioro Honeoye – jezioro w Stanach Zjednoczonych, w stanie Nowy Jork, w hrabstwie Ontario, w regionie Finger Lakes.
Nazwa Honeoye pochodzi senekaskiego słowa ha-ne-a-yah, które oznacza leżący palec bądź miejsce, gdzie leży palec. Senekaska nazwa zaś pochodzi od lokalnej legendy o Indianinie, któremu grzechotnik odgryzł palec.

## Opis jeziora
Jezioro jest przedostatnim co do wielkości jeziorem z regionu Finger Lakes. Ma 7,17 km² powierzchni, jego długość wynosi 7,2 km, a maks. szerokość – 1,3 km. Średnia głębokość to 4,9 m. Maksymalna głębia wynosi 9,1 m. Lustro wody położone jest 245 m n.p.m. Na północnym krańcu do jeziora wpływa Honeoye Creek, a na południowym krańcu z jeziora wypływa Honeoye Inlet.
Na północnym brzegu jeziora położona jest także osada Honeoye. Stowarzyszenie Honeoye Lake Park Association zarządza dużym obszarem domków letniskowych i całorocznych zwanym Times-Union Tract, który położony jest na północ od Honeoye, na wschodnim brzegu jeziora

### Fauna
Jezioro zamieszkują następujące gatunki ryb: alozy tęczowe, Pomoxis nigromaculatus, bassy niebieskie, szczupaki czarne, bassy wielkogębowe, bassy czerwonookie, bassy małogębowe, sandacze amerykańskie oraz okonie żółte.

### Problemy środowiskowe
W ostatnich latach na jeziorze dokonała się spora erozja linii brzegowej spowodowana żeglarstwem. Obserwowany jest również zakwit sinic, który znacznie wpływa na obniżenie się poziomu jakości wody.